# 국민일보
국민일보(國民日報)는 대한민국의 국민일보사에서 발행하는 종합일간지·조간신문이다. 1988년 12월 10일에 창간됐으며, 사시는 교회정신을 담은 '사랑, 진실, 인간' 등이다.

## 연혁
- 1987년 (주)배달신문으로 석간신문 발행 목적으로 법인설립, 조용우 대표이사 사장 취임(발행,편집,인쇄인 겸)
- 1988년 12월 10일 : 배달신문에서 국민일보사로 개명하여 창간
- 1995년 조용기 회장 취임
- 1995년 이건영 대표이사 사장 취임(발행인)
- 1995년 차일석 대표이사 사장 취임(발행인)
- 1996년 한국ABC협회(한국부수공사)에 가입
- 1997년 조희준 대표이사 사장 취임(발행인)
- 1998년 국민 사이버넷을 출범
- 1998년 김영일 대표이사 사장 취임(발행인)
- 1999년 국민일보 조간화 및 전국 동시 인쇄
- 1999년 이상우 대표이사 사장 취임
- 1999년 이종대 대표이사 사장 취임(발행인)
- 2000년 노승숙 대표이사 사장 취임(발행인)
- 2001년 신판형 변경 및 올컬러로 지면전환
- 2006년 조민제 대표이사 사장 취임
- 2010년 조용기 회장 취임
- 2011년 12월 23일 ~ 2012년 6월 14일: 173일간 파업
- 2012년 조민제 회장 취임
- 2012년 김성기 대표이사 사장 취임(발행인)
- 2014년 최삼규 대표이사 사장 취임(발행인)
- 2018년 변재운 대표이사 사장 취임(발행인)
- 2024년 김경호 대표이사 사장 취임(발행인)

## 관계
기독교대한하나님의성회 여의도 순복음교회에서 1987년 설립한 신문사이나, 현재는 재단법인 국민문화재단에 소속되어있는 신문사이다

## 비판

### 가짜 뉴스유포
2018년 6월 5일, 1면에 사실무근한 가짜뉴스를 유포한 것 때문에 비판을 받고 있다. 해당 뉴스는 NTD Korea라는 곳의 기사를 그대로 가져온 것으로 인용한 논문의 내용을 왜곡하여 원래 논문에 나오지 않는 결론들(모든 생명체가 짧은시간에 동시에 출현했다거나, 중간종이 아예 존재하지 않는다거나)을 만들어내어, 해당 논문이 진화론을 무너뜨리는 것처럼 기사를 썼다. 하지만 이는 전부 가짜뉴스로 밝혀졌으며, 해당 논문의 내용은 이와는 전혀 다른 미토콘드리아 DNA 바코드의 진화의 속도에 관한 것으로 밝혀졌으며, 해당 저자들 역시 자신들의 연구는 진화를 부정하거나 변경하는 것이 아니라 지지하는 것이라고 밝혔다. 이로서 국민일보의 해당 기사가 완전한 가짜뉴스로서 판명이 나자 다양한 언론에서 해당 가짜뉴스를 비판하는 내용을 올리고 있으나 국민일보 측은 아직도 정정하지 않고 있는 등, 기사의 신뢰도가 심각하게 추락하고 있는 상황이다.
심지어는 국민일보에서는 아무런 과학관련 학위조차 없는 블로거를 언급하면서 본인의 주장을 피력하려는 또다른 가짜뉴스를 유포했으며, 이 기사의 주장 자체가 가짜뉴스에 기반한 것이라는 부분이 비판되면서, 해당 기자의 직업윤리마저 상실했다는 비판과 국민일보 기사 전반에 대한 신뢰도가 추락하게 되었다.  
2014년에 순복음에서 독립해 국민문화재단 산하 기업이 됐지만 조씨 일가의 영향력은 여전히 압도적이다. 과거부터 순복음교회의 고 조용기 목사 일가가 전권을 쥐고 있었으며 지금도 고 조용기 목사의 아들인 조민제 씨가 회장으로 있다. 조민제 국민일보 회장은 '디지웨이브'를 통해 국고를 배돌린 문제로 징역형을 받기도 했다. https://www.newstapa.org/article/d3MbY https://www.lawtimes.co.kr/Legal-News/Legal-News-View?serial=75674